# 孙广举
孙广举（1943年1月—），笔名孙荪，男，河南永城人，中国作家、文艺评论家，河南省文学艺术界联合会原副主席，河南省作家协会原副主席，中国作家协会名誉委员。